# Первомайка (Пермский край)
Первомайка — деревня в составе Верещагинского городского округа в Пермском крае.

## Географическое положение
Деревня расположена непосредственно у северной границы города Верещагино по дороге Верещагино-Вознесенское.

## Климат
Климат умеренно континентальный. Зима обычно снежная, продолжительная; лето короткое, умеренно тёплое. Средняя годовая температура воздуха около +1,3 °C. При этом средняя температура июля, как самого тёплого месяца в году +17,7 °C, а января, как наиболее холодного, −15,6 °C. Наибольшее количество осадков приходится на июль-август, наименьшее — на февраль-март. Устойчивый снежный покров в поселении появляется в конце октября — начале ноября, как правило, после наступления морозов. Глубина промерзания почвы в среднем, колеблется от 30 до 150 см.

## История
Деревня до 2020 года входила в состав Вознесенского сельского поселения Верещагинского района. После упразднения обоих муниципальных образований входит в состав Верещагинского городского округа.

## Население
Постоянное население составляло 125 человек в 2002 году (94 % русские), 116 человек в 2010 году.